# Kortikere Kaval, Arkalgud
Kortikere Kaval là một làng thuộc tehsil Arkalgud, huyện Hassan, bang Karnataka, Ấn Độ.